# Cattedrale di Palencia
La cattedrale di Sant'Antonino (in spagnolo: Catedral de San Antolín) è il principale luogo di culto della città di Palencia, in Spagna, sede vescovile dell'omonima diocesi.

## Austero e sobrio stile gotico
Si tratta di un edificio in stile prevalentemente gotico, ma conserva elementi precedenti visigotici e romanici, ed elementi decorativi rinascimentali, barocchi e neoclassici. La costruzione dell'edificio iniziò nel XIV secolo.
Lunga quasi 130 metri, è una delle più grandi cattedrali in Spagna e in Europa in termini di dimensioni: nell'abside raggiunge i 42 metri di altezza e la larghezza è di 50 metri in crociera, oltre a diverse sezioni del chiostro e della sala capitolare. Solo a titolo di confronto, la lunghezza interna della cattedrale di Reims, raggiunge 138 m, l'altezza della navata centrale, raggiunge 33m a Notre Dame de Paris; Reims 38m, 42m in Notre-Dame d'Amiens e 48m a Saint-Pierre de Beauvais, la più alta di tutte le cattedrali gotiche. La facciata esterna è priva di un prospetto compiuto e si presenta austera e solida, una situazione che riflette la grandezza del suo interno, dove si possono vedere più di venti cappelle di grande interesse artistico e storico.
Anche se la costruzione della cattedrale gotica durò dal XIV al XVI secolo, in realtà ciò che si osserva oggi ha alle spalle quasi quattordici secoli di continuo lavoro di riadattamento e aggiornamento architettonico: dalla parte più antica (la cripta del VII secolo) all'ultima grande ristrutturazione (nel XX secolo).
L'elemento più riconoscibile è la torre esterna, alta e sobria, caratterizzata da un po' grossolano stile gotico. Recenti studi e scavi mostrano che si trattava di una torre militare in passato e, dopo aver concluso questa funzione, è stata adattata come campanile e decorata da pinnacoli.

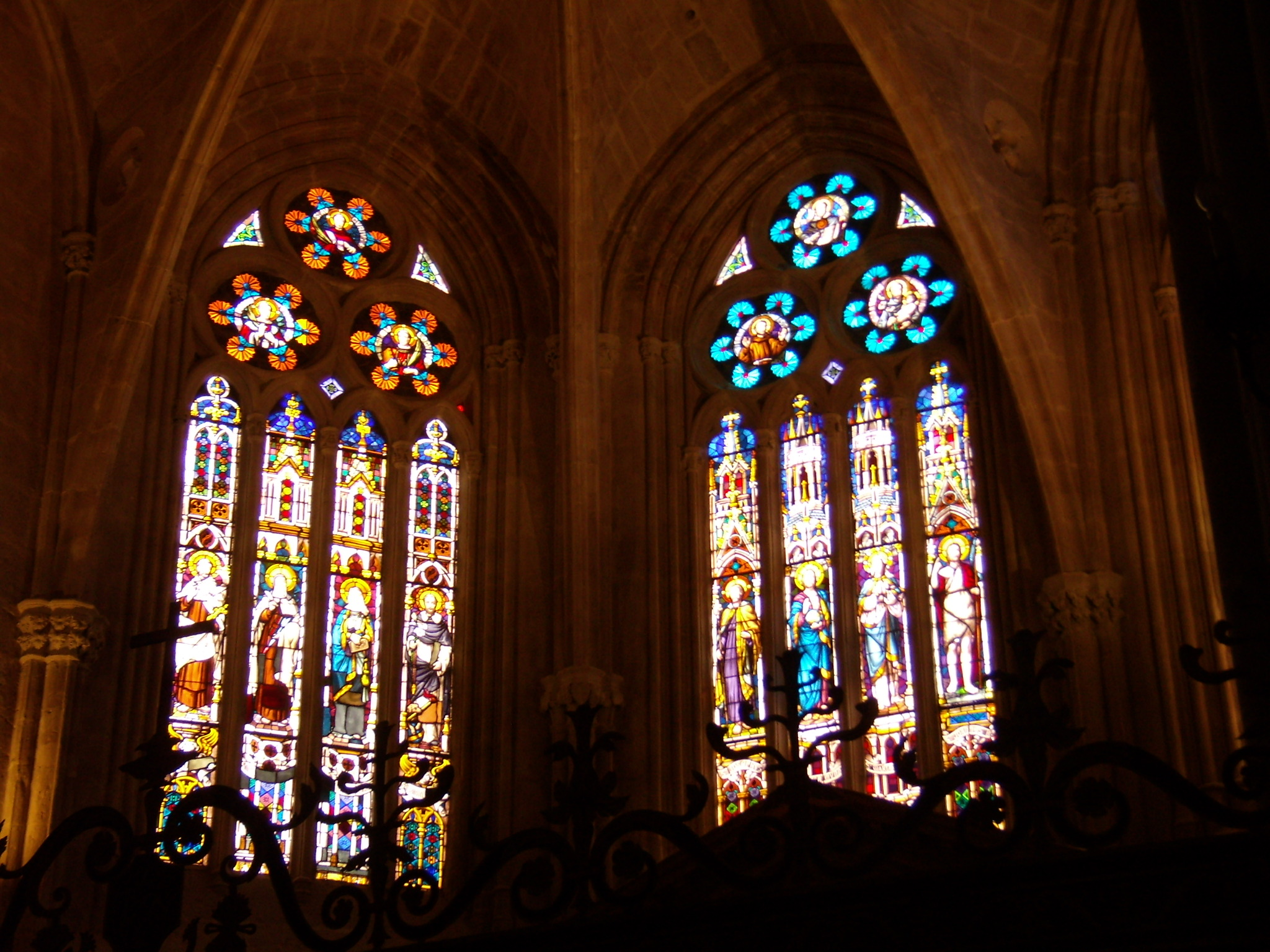
Finestre gotiche